# Meze

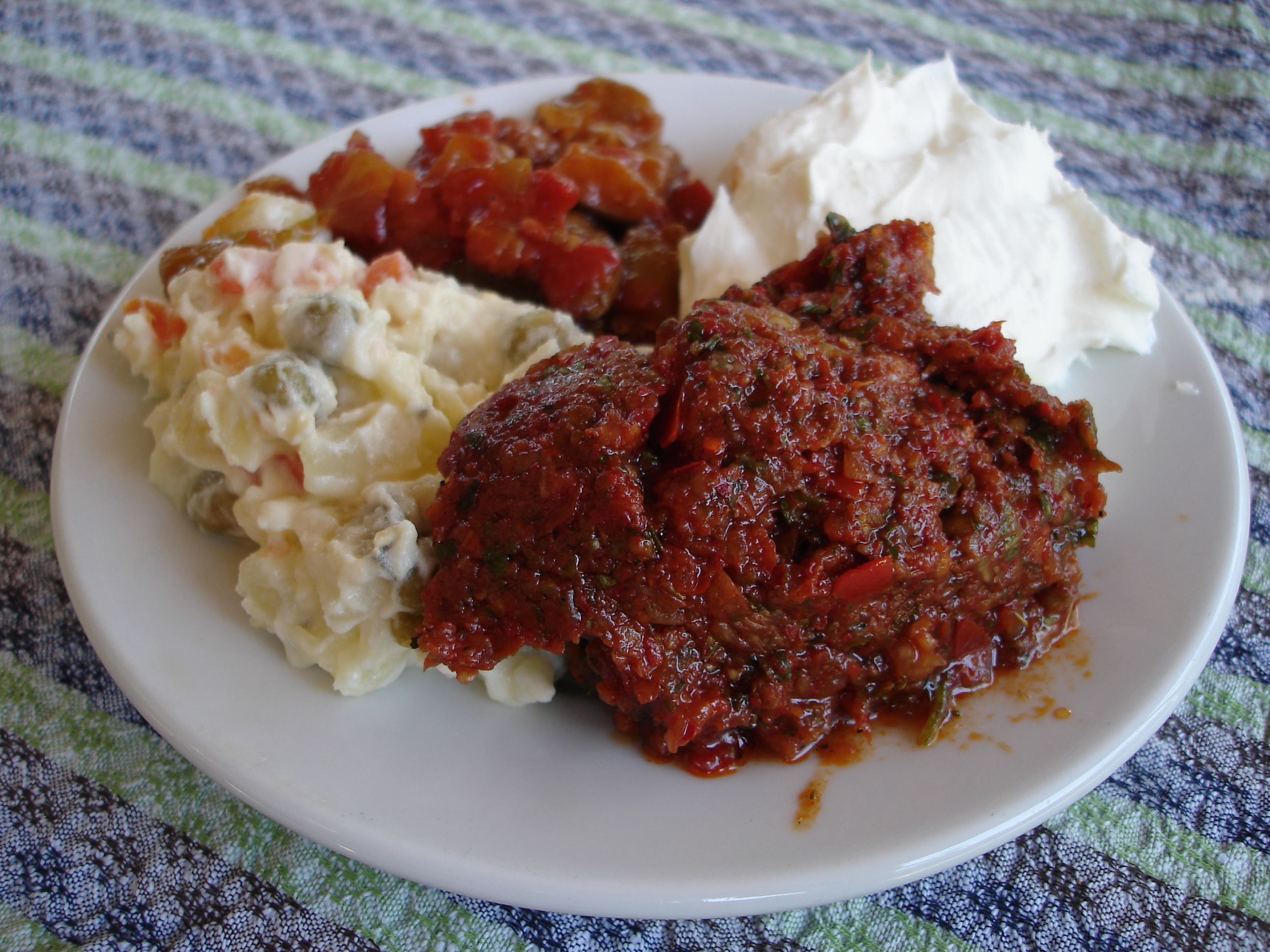
Plato de meze variado turco.

Mezze (del original en turco Meze, en árabe: مزة; Griego Μεζές Mezés, pl. Μεζέδες Mezedes; Búlgaro y en Serbio мезе), en la cocina del este del mediterráneo y del oriente medio, es una selección de aperitivos variada que suele ir acompañado de una bebida alcohólica, como el rakı en Turquía o el ouzo en Grecia. 

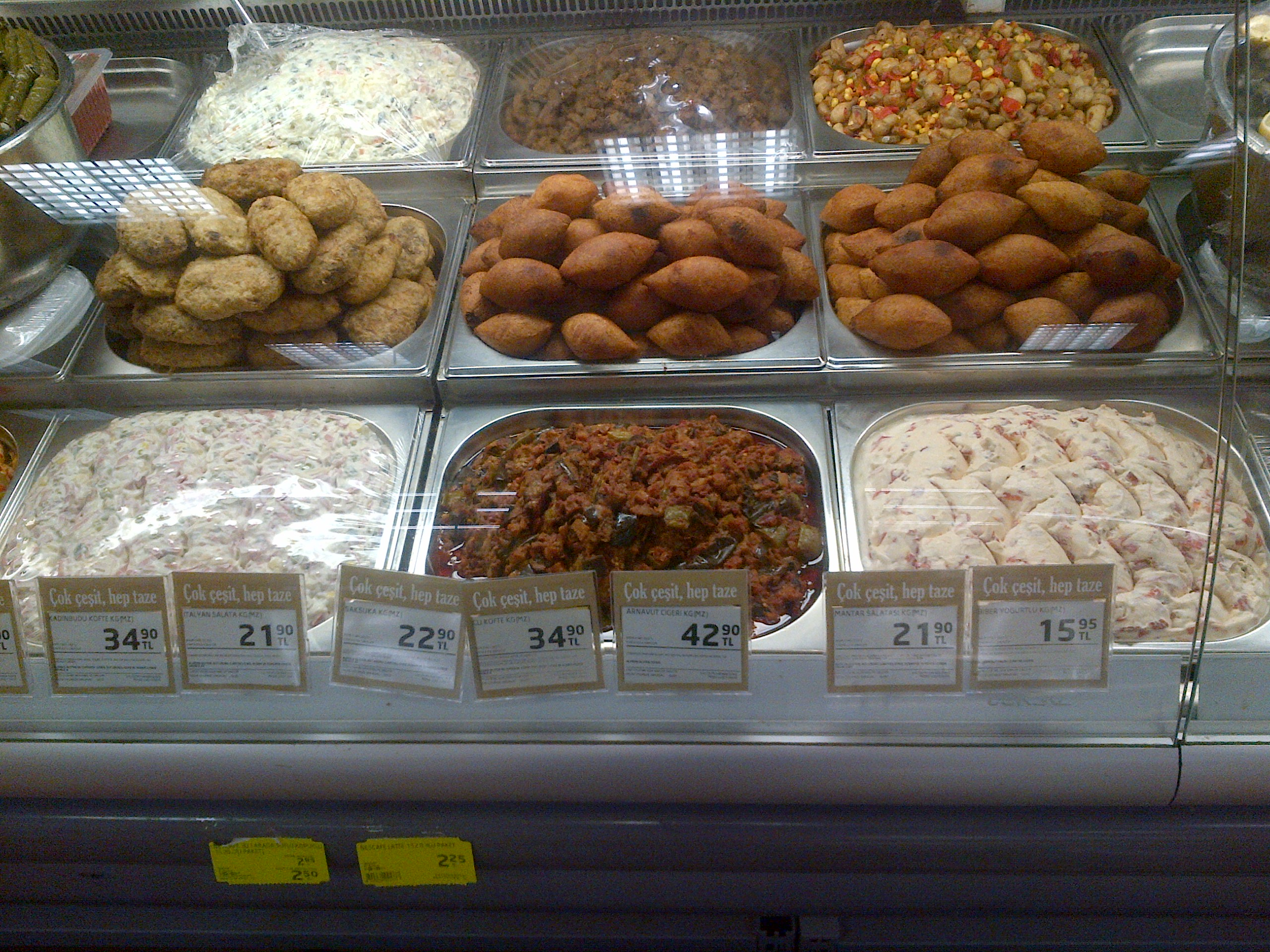
Variedades de mezes turcos en el escaparate de un supermercado en Ankara.

En la cocina de Palestina, Jordania, Siria o Líbano este conjunto suele servirse como parte de una comida a "gran escala" a la que se le puede dedicar mucho tiempo. Algunos países la denominan muqabbilat (entremeses) cuando no se sirve con alcohol.

## Etimología
La palabra meze proviene del persa: مزه mazze viene a significar sabor y este nombre proviene del verbo مزیدن mazzidan, es decir, saborizar.

## Platos comunes

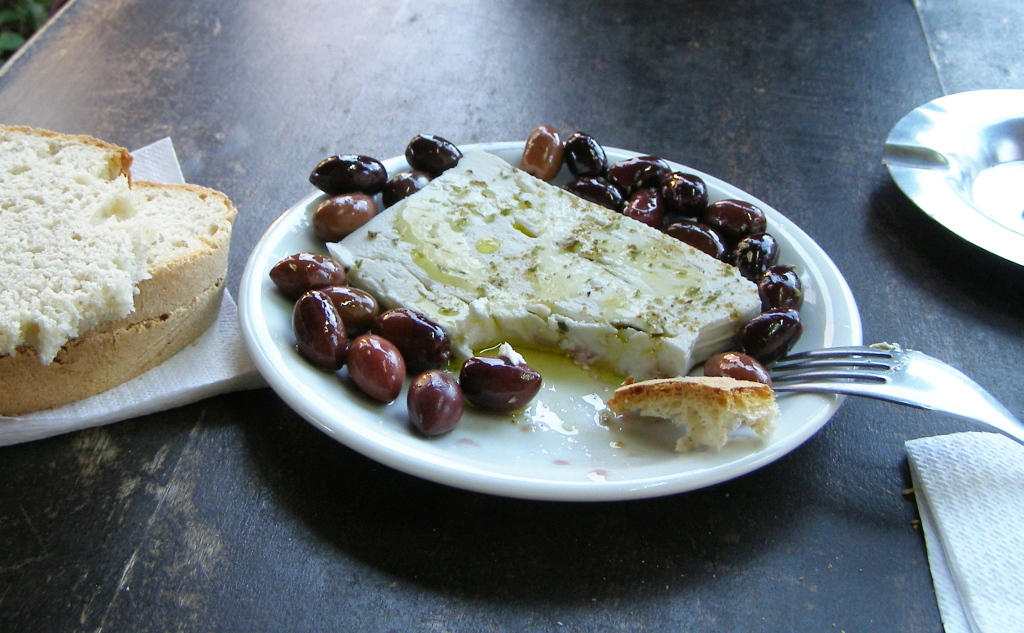
Queso de oveja con aceitunas y pan.

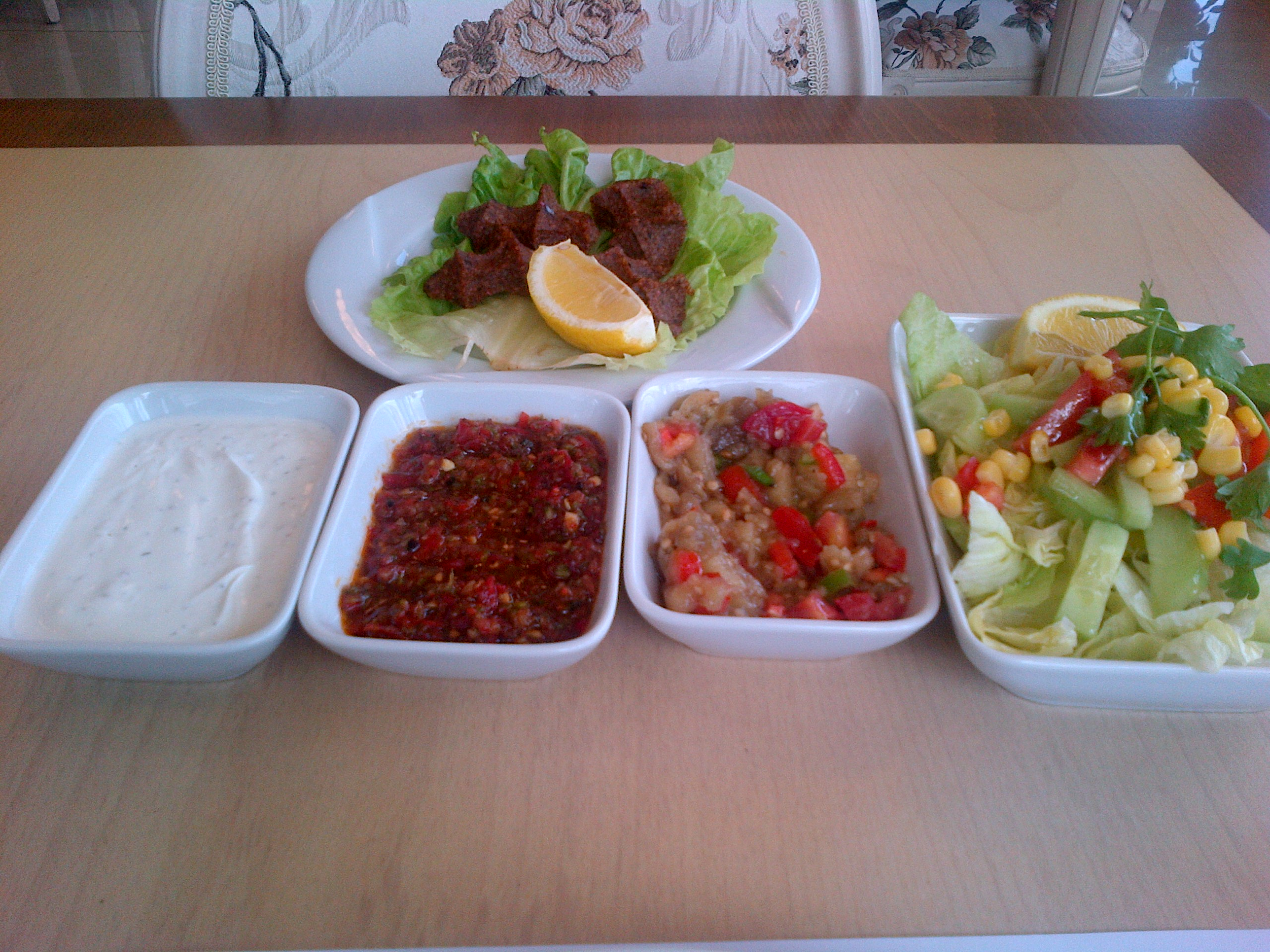
Una ensalada y algunos platitos de meze (delante, izquierda a derecha: haydari, ezme, ensalada de berenjenas, ensalada mixta; detrás, çiğ köfte) ofrecidos como una cortesía o "amuse-bouches" en un restaurante turco.

Los populares mezze (entremeses) se sirven acompañados de rakı y entre los más conocidos se tiene: los de berenjena elaborados de diversas artes, los de tomate, los que contienen pepino, cebolleta, el queso blanco turco parecido a la feta griega, los tomates y pimientos rellenos de arroz (dolma), el pollo carcasiano (elaborado con una salsa a base de nueces), los mejillones, fava que son un puré de habas, çıroz (caballa ahumada), lakerda (pescado en salazón), leblebi (garbanzos tostados), las aceitunas negras y verdes, rábanos, la pastırma (una especie de jamón en salazón), y el sucuk (salchichón turco sazonado).
Igualmente, en Turquía los meze son servidos en las meyhane, establecimientos en los que se sirven bebidas alcohólicas como el rakı o vino. Varios de los platos que componen el meze en la cocina turca y casi todos los elaborados con marisco (como por ejemplo, tarama, lakerda (pescado en escabeche), likorinos (pescado ahumado), çiroz (un tipo de mojama), y kalamar, (calamar) son de origen griego, ya que en la antigüedad la población griega de Estambul (en mayor número que en la actualidad tras los intercambios de poblaciones producto de las fricciones entre ambos países tras la Guerra de Independencia Turca) era célebre por sus encargados de las meyhane turcas así como maestros en la elaboración de este conjunto de platos variado que es el meze.
Los platos populares de meze en Grecia, Chipre, Irak, Irán, Armenia, Turquía, Israel, Líbano, Palestina, Jordania y Siria, incluyen:
- Mutabbal/Babaghanoush
- Hummus
- Hummus con carne (hummus bil-lahm)
- Falafel
- Tashi
- Köfte
- Kibbeh (İçli köfte o oruk en Turquía)
- Çiğ köfte o kibbeh crudo (árabe: كبة نيئة)
- "Cordero especiado y salsa de cordero" (naqaniq/maqaniq/laqaniq)
- Sucuk
- Souvlaki
- Lountza
- Dolma
- Sarma (también conocida como Koubebkia o Mashi Warqenab)
- Yogur
- Cacık
- Tarama
- Labneh
- Shanklish
- Muhammara
- Pastırma
- Tabbouleh
- Fattoush (Fatuş en Turquía del sur)
- Ensalada de arugula
- Ensalada de alcachofa
- Olivas
- Queso tulum
- Hatzilim Al HaEsh b'Thina